# Gemeindezentrum Eisenhüttenstadt

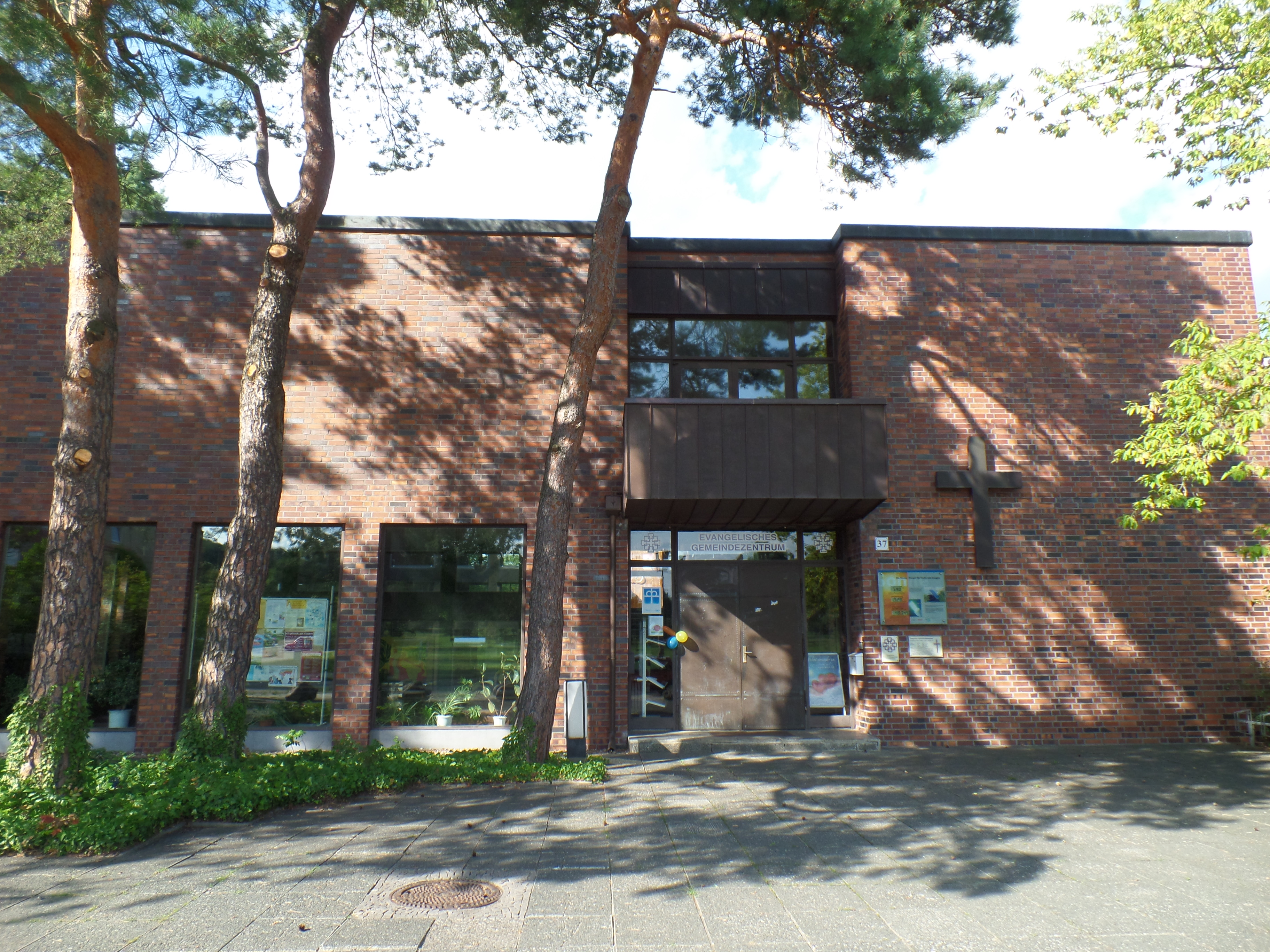
Gemeindezentrum der Friedenskirchengemeinde Eisenhüttenstadt

Das Gemeindezentrum der Friedenskirchengemeinde ist der Kirchen-Zweckbau im Stadtteil Neustadt in Eisenhüttenstadt. Der Sakralbau entstand nach langjährigem Engagement von Pfarrer Heinz Bräuer und wurde 1981 eingeweiht. Das Gemeindezentrum mit der Anschrift Robert-Koch-Straße 37 gehört zum Kirchenkreis Oderland-Spree in der Evangelischen Kirche Berlin-Brandenburg-schlesische Oberlausitz.

## Geschichte

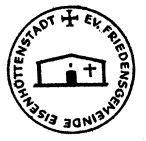
Siegel der Evangelischen Friedensgemeinde Eisenhüttenstadt (Jahr unbekannt)

Bräuer war von 1953 bis 1983 der erste Pfarrer in dieser von der DDR gegründeten Stadt und hatte mit vielen staatlich-politischen Widerständen zu kämpfen. Jahrzehntelang engagierte er sich für eine feste Stätte seiner evangelischen Gemeinde.
Schließlich erfolgte die Grundsteinlegung zum evangelischen Gemeindezentrum am Rande der Ortschaft am 12. November 1978, Architekt des Ziegelputzbaus war der Architekt Horst Göbel aus Berlin. 
Am 31. Mai 1981 wurde das Gebäude von Bischof Albrecht Schönherr, Pfarrer Bräuer und Pfarrer Rinn eingeweiht. Außer kommunalen Ehrengästen waren Gäste aus dem Kirchenkreis Sieg und Rhein, der Partnergemeinde Troisdorf sowie Architekt Göbel, Baurat Richter und Ingenieur Charlet dabei.
Das Bauwerk wurde der vierte Kirchenneubau im Sonderbauprogramm des evangelischen DDR-Kirchenbundes „Kirchen für neue Städte“ (der erste war 1977 das evangelische Gemeindezentrum in Stralsund-Knieper West). Geldgeber für das Bauwerk waren westliche Landeskirchen. Lange Zeit galten Kirchen für die DDR als unvereinbar mit dem sozialistischen Städtebau, doch der ständige Devisen-Bedarf machte für Valutamark den Kirchenbau in Neubaugebieten möglich.

## Zitat
„Gegen die Meinung mancher Leute, dass die Kirche ohne Zukunft sei, bedeutet ein solcher Bau ein Zeichen dafür, dass es mit der Gemeinde Jesu Christi weitergehen wird. Wir bauen mit Hoffnung. Das ist der entscheidende Baustoff, den wir beizufügen haben.“

## Bauwerk
Das zweistöckige Klinker-Bauwerk beherbergt im Erdgeschoss den Gemeindesaal, der mit verschiebbaren Wänden zweifach veränderbar ist, und die Lobby mit Memorial. 
Von den verschiedenen Räumen für vielfältige Gemeindeveranstaltungen hebt sich im Obergeschoss der gottesdienstliche Raum mit rund 300 Plätzen ab: Er hat eine freundliche Farbgebung, eine vielseitig variierbare Sitzordnung, Emporen auf zwei Ebenen und eine besondere Beleuchtung mit Kandelabern. Altar, Kanzel und Taufständer sind aus Kiefernholz gefertigt. Er wirkt mit feiner Hoheit und Würde und zugleich mit betonter Schlichtheit festlich.
Im Obergeschoss gibt es neben dem Kirchsaal einen Konferenzraum und zwei als Büro genutzte Zimmer. Das kupfergedeckte Flachdach hat eine Solaranlage.
In dieser vollwertigen Gottesdienststätte, in dem sich alles unter einem Dach befindet, ist der Saal die eigentliche Kirche. Dort treffen sich auch Gesprächskreise, Sportgruppen, und es gibt Konzerte.

## Orgel
Seitlich im Altarraum steht die Orgel der Firma VEB Frankfurter Orgelbau Sauer. Sie wurde am 24. Februar 1982 vom belgischen Organisten Jan Van Mol feierlich eingeweiht.

## Geläut
Als die Baracken 1953 errichtet wurden, entstand auch ein Läutegerüst für die Kirchenglocken: zwei Stahlgussglocken (1954) aus Apolda und die einstige Friedhofsglocke von Fürstenberg (1964). Das Glockengeläut wurde mit Handseil zum Klingen gebracht.

## Baukosten
Die DDR stellte für den evangelischen Kirchenbau 1,8 Millionen D-Mark in Rechnung. Damit war nur die Errichtung des Bauwerks abgegolten, die Kosten für die Innenausstattung kamen extra hinzu.

## Pfarrer der Kirchgemeinde
- Heinz Bräuer (1953–1983)
- Pfarrer Rinn
- Pfarrer Müller
- Pfarrer Roggl
- Pfarrer Lange
- Wolfgang Krautmacher (2008–2019)
- Elisabeth Rosenfeld (2020–2022)